# 澤列納波利亞納 (波利西基區)
51°12′59″N 29°31′4″E / 51.21639°N 29.51778°E
澤萊納-波利亞納（烏克蘭語：Зелена Поляна）是位於烏克蘭北部的村莊，由基辅州维什霍罗德区的克拉斯亞蒂奇市鎮負責管轄。該村始建於1952年，面積4平方公里，海拔高度126米，2001年人口354，人口密度每平方公里88.5人。